# 阿维亚S-199
阿维亚S-199（Avia S-199）是第二次世界大战后制造的一款活塞发动机式战斗机。因以色列装备，并在第一次中东战争（1948年阿以战争）中使用并取得战果而闻名。
该型飞机是德国梅塞斯密特Bf 109G-6s在战后的持续生产型，生产制造由捷克斯洛伐克接手。由于原配发动机毁于战火，阿维亚S-199的性能和可靠性不佳，在实际使用中发生过多次事故，捷克斯洛伐克飞行将其戏称为『Mezek』（骡子），而在缺少战机的早期以色列，正式昵称为『Sakeen』（匕首）。

## 研发历程
威利·梅塞施密特博士研制的Bf 109战斗机曾在被纳粹占领的捷克斯洛伐克由阿维亚（Avia）工厂生产。战后，该工厂被捷克斯洛伐克继承，并继续生产Bf 109G战斗机，并将其命名为S-99。
阿维亚工厂原本储备了一批戴姆勒DB 605 V-12发动机，准备用在S-99飞机上。但这批发动机却毁于战火。工厂最终将原本用在He 111轰炸机上的容克斯Jumo 211发动机改装至Bf 109G的机身上，阿维亚34-S-199战斗机应运而生。但此番改装后，飞机的可靠性却变差，性能甚至不如老款的Bf 109E。

## 出口以色列
1948年以色列建国，激起阿拉伯世界强烈反对，并导致第一次中东战争爆发，5个阿拉伯国家的联军攻入以色列，而当时世界上最大的武器保有国，均拒绝向以色列出口武器，美国国务院执行《中立法案》拒绝将武器出口至爆发武装冲突的国家，英国则更不友好，不仅出口武器给阿拉伯国家，还向其提供战机和培训配套。苏联则由于反犹的历史传统，则更无可能将武器出口以色列。
以色列通过秘密渠道与战后重建需要资金的捷克斯洛伐克接触，后者正在国际市场兜售军火。最终捷克斯洛伐克同意向以色列出口25架S-199。包括武器、飞行员训练和辅助设备在内，每架战斗机售价18万美元。